# Чеченская область
Чеченская область или вилайет Чечен — административная единица Имамата‚ одна из трёх областей (мудирства) Северо-Кавказского имамата. Административно делилась на наибства. Область была образована на территории компактного проживания чеченцев.

## История
«По сведениям, собранным местными начальниками на левом фланге Кавказской войны и в северном Дагестане, Шамиль утвердил в землях повинующихся ему горцев следующий порядок внутреннего и военного управления.
Всё племена, признающие его власть, разделены на 16 участков, сообразно географическому положению и другим местным обстоятельствам, а потому участки эти неровны, не пространством, не народонаселением. Таким образом в участке Мичиковском под начальством Шуаиб-Муллы, состоит около 9000 семейств, а в участке Малой Чечни под ведением Ахверды-Магомы 11000. Общее число народонаселения достигает, приблизительно, до 1.5 млн.чел.
Начальники участков именуются наибами; власть их должна быть обширна, ибо им предоставлено право казнить за преступление; о действиях своих они обязательны отчётом Шамилю»
— Рапорт генерал-адъютанта Нейдгардта генерал-адъютанту Чернышеву об управлении, введённом Шамилем на подвластной ему территории. 12-е декабря 1842 года
Чеченская область была разделена на 9 военно-административных округов: Аух, Ичкерия, Качкалык, Мичик, Большая Чечня, Шатой, Чеберлой, Харсеной и Гехи.
Чеченской областью управлял мудир Абдулла Цахкар выходец из Кази-Кумуха. Он проживал в чеченском селе Шали, пользовался большим почетом.